# Angelino Dulcert

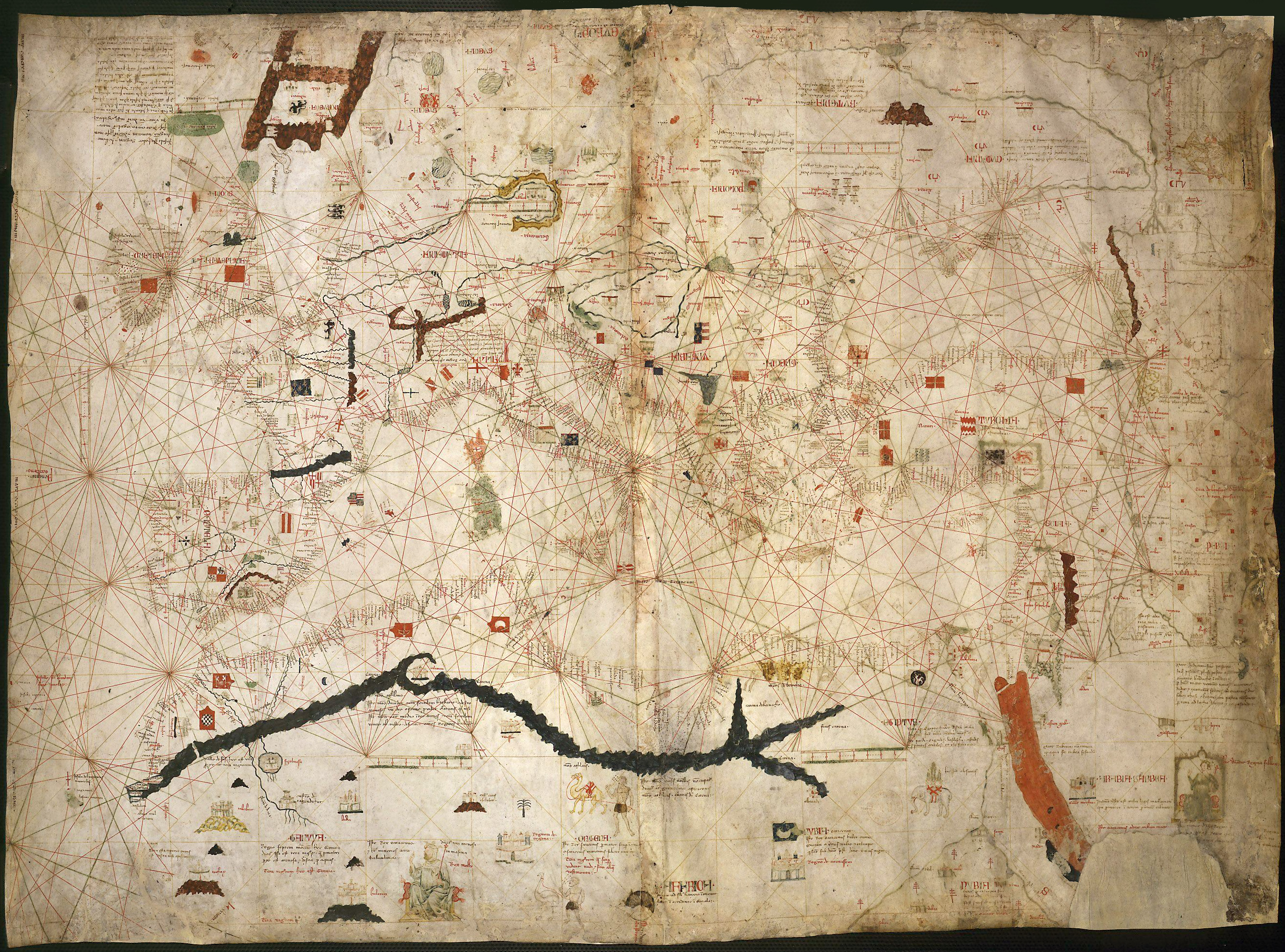
Portulano de Angelino Dulcert (1339).

Angelino Dulcert (século XIV), provavelmente a mesma pessoa que aparece referida como Angelino Dalorto, foi um cartógrafo de Gênova cujo portulano conhecido é o primeiro exemplar atribuído à chamada "Escola de Maiorca", produzido em Palma de Maiorca no ano de 1339.

## O portulano de Dulcert
As chaves e legendas estão escritas em latim, e o mapa distingue-se por apresentar aspectos pouco comuns nos seus congéneres até então produzidos em Génova e em Veneza.
Este mapa também tenta representar o Norte da Europa e inclui informações relativas à África, afastando-se assim das representações centradas no mar Mediterrâneo que caracterizam outros portulanos da época. Também se destaca por ser o primeiro mapa onde se identifica a ilha de Lanzarote, a mais oriental do arquipélago das Canárias, como "Insula de Lanzarotus Marocelus", uma referência ao navegador genovês Lancelotto Malocello.
O portulano está desenhado em dois pergaminhos manuscritos, reunidos em uma carta, com as dimensões de 750 x 1020 milímetros. Encontra-se na Bibliothèque Nationale de France, em Paris.